# Сунчева маса
Сунчева маса или Соларна маса (симбол М☉) мерна је јединица у астрономији која се користи за одређивање и описивање масе великих небеских тела попут звезда, звезданих јата, маглина и галаксија. Изједначава се са масом Сунца, а у СИ ситему има следећу вредност:
{\displaystyle M_{\odot }=(1,98855\ \pm \ 0,00025)\ \times 10^{30}{\hbox{ kg}}}
Једна Сунчева маса у поређењу са масама других објеката из Сунчевог система има следеће вредности:
- 1 М☉ = 27.068.510 М (где је  = маса Месеца)
- 1 М☉ = 332.946  (где је  = Земљина маса)
- 1 М☉ = 1.047,56  (где је  = Јупитерова маса)

Сунце чини око 99,86% укупне масе Сунчевог система, док сва остала небеска тела чине око 0,0013 М☉. У свемиру су најбројније звезде масе између 0,08 М☉ и 50 М☉, док се масе галаксија и црних рупа изражавају у милијардама Сунчаних маса.
Сунчана маса може да се одреди и на основу математичке формуле (уз услов да планете имају орбиту што ближу кружници и мању масу) трећег Кеплеровог закона:
{\displaystyle ~M_{\odot }={\frac {4\pi ^{2}\cdot a^{3}}{G\cdot T^{2}}},} где су:
T — сидерички период ротације око Сунца (код Земље T = 1 сидеричка година),
a — вредност велике полуосе планетарне орбите (код Земље a = 1 АЈ),
G — Њутнова гравитациона константа.